# تاإيرا إينوي
تاإيرا إينوي (باليابانية: 井上 平) (مواليد 11 أبريل 1983)، هو لاعب كرة قدم ياباني سابق كان يلعب كمهاجم.

## وصلات خارجية
- تاإيرا إينوي على موقع رابطة كرة القدم اليابانية للمحترفين (اليابانية)
- تاإيرا إينوي على موقع قاعدة بيانات كرة القدم.إي يو (الإنجليزية)
- تاإيرا إينوي على موقع Soccerway.com (الإنجليزية)
- تاإيرا إينوي على موقع عالم كرة القدم.نت (الإنجليزية)